# Cerambyx umbraticus
Cerambyx umbraticus är en skalbaggsart som beskrevs av Olivier 1795. Cerambyx umbraticus ingår i släktet ekbockar, och familjen långhorningar. Inga underarter finns listade.